# Joven Sensación
Joven Sensación (a veces citado como La Joven Sensación) fue un grupo musical peruano de salsa y tecnocumbia, formado originalmente en 1996. Lograron éxito con las canciones: «Qué será de mí», «La playa» y «Tic tic tac».
Se oficializó en el año 1997. A lo largo de su trayectoria contó con distintos vocalistas como: Guillermo Cubas, Christian Domínguez, Jonathan Aguilar, Iván Andia, Jorge «Coco» Vallejos,  Franco Cortés y Érick Elera. Fueron exitosos a nivel nacional y en países sudamericanos como Ecuador, Venezuela, Bolivia, Argentina, Chile y Colombia. En 2004, la agrupación se disolvió. Debido a su popularidad entre los jóvenes, se la considera una de las primeras boy bands del Perú.

## Historia

### Inicios
Fue en el año 1997 cuando el promotor y compositor musical Daniel Venegas buscaba crear una boy band para el Perú. Conoció a un grupo de 4 chicos de secundaria: Guillermo Cubas, Christian Domínguez, Jonathan Aguilar e Iván Andía, los cuales graban su primera canción llamada «Solo dime». Este primer tema es promocionado originalmente para la banda sonora de la telenovela La rica Vicky.
A finales del año 1998, el grupo musical firmó para Rosita Producciones.
A inicios de 1999, el quinteto graba su primer disco: Gritos de guerra, pero lamentablemente pasa sin pena ni gloria. Es aquí donde ingresa un joven Christian Domínguez, quien se convierte en el colíder de la agrupación, al lado de Guillermo, y se graba el primer videoclip de la agrupación, del tema «Qué será de mi». Este videoclip hace que los programas de televisión nacional comenzaran a promocionar al grupo. A mediados de este año, se toma la iniciativa de grabar temas para Christian y es aquí donde graban en menos de medio año su segundo álbum: Agárrate que vengo, donde básicamente se compone de la mayoría de temas del disco anterior. Este incluyó aquel el hit que los haría despegar internacionalmente: «Tic-tic-tac». El sencillo en technocumbia añadió estribillos de rap, lo que atrajo la atención a los jóvenes por su estilo bailable, y su videoclip fue filmado en Machu Picchu. A finales de 1999, se da el regreso de Coco, con quien relanzan "Agárrate que vengo", donde incluyen una nueva versión de «La playa».

### Internacionalización
En el año 2000, el quinteto graba el videoclip de «La playa», en las voces de Guillermo y Christian. El éxito fue tan grande, que hizo que la Joven Sensación volviese popular en la música contemporánea en el país y vendiéndose juguetes con la imagen de sus integrantes. Se alimentó de la presentación de los programas, por aquel entonces muy sintonizados como Aló Gisela, Laura en América, La movida de los sábados y El show de los cómicos ambulantes. Además que realizaron giras en televisión por distintos países como Bolivia, Argentina, Chile y Colombia. A finales de ese mismo año, consiguieron la promoción exclusiva de sus videos musicales para la cadena televisiva musical Uranio TV.
A inicios de 2001, lanzarían su nuevo sencillo: «Solo a ti», autoría y composición de Coco. Meses después ingresaría Franco Cortés, con quien se grabaría el videoclip y el tercer disco del grupo: Entre nosotros. La orquesta por única vez se convertiría en un sexteto. Pero no duró mucho ya que a finales de ese año, se retirarían Coco, y Jonathan quien fue reemplazado por el cantante y actor Erick Elera.
En 2002 el grupo estrenó su propia película Qué será de mi, dirigida por Antonio Landeo y contó como antagonista al exactor cómico y presentador televisivo Andrés Hurtado. Semanas después, los integrantes dejarían la agrupación para formar su propia orquesta: Proyecto Latino.

### Nueva generación
A finales de 2010, Daniel Venegas cedió los derechos de la marca al productor Luis Abanto, quien decidió relanzar el grupo con nuevos integrantes. Miguel Ángel, André, Rafael, José, Flavio, Piero y Edú. Así es como, en 2011, grabaron un nuevo disco llamado Mi vida. El proyecto no consiguió el impacto esperado y el grupo se disolvió en 2012.

## Actualidad de antiguos integrantes
Erick Elera y Christian Domínguez encausaron su carrera hacia la televisión, para luego formar el dúo Los del Barrio en 2008, en paralelo con la miniserie del mismo nombre transmitido en la cadena Frecuencia Latina, aquel que no duraría mucho, ya que harían sus carreras por separado. En la actualidad, Domínguez es el fundador y vocalista del grupo Gran Orquesta Internacional, además de su faceta televisiva en los programas de prensa rosa nacional y actoral. Por otro lado, Elera continúa su carrera musical como solista y a la par, participó en las series televisivas Al fondo hay sitio como el popular personaje de Joel Gonzáles, De vuelta al barrio como Oliverio Mayta y Cumbia pop como Jonathan Michi. 
Iván Andía migró a los Estados Unidos y se unió a la armada estadounidense. Estudió ingeniería y más adelante fue reconocido como gestor de la cultura peruana en los Estados Unidos. Años después regresa al Perú y postula en el 2018 como alcalde del distrito de Bellavista por el partido político Acción Popular. 
Guillermo Cubas estudió periodismo, y en 2019 volvió a su carrera musical.
Franco Cortés migró a España, retornando al Perú en 2016 para formar el grupo La Trilogía al lado de Erick Elera y la estrella de telerrealidad Mario Irivarren. 
Por su parte, Jorge Vallejos partió a Londres, sin tomar contacto con el mundo musical.
Mientras tanto, el fundador Daniel Venegas continuó su carrera como compositor y realizó nuevas versiones de sus canciones conocidas.

## Reuniones
Christian y Erick se reunieron en diferentes ocasiones como en la serie Al fondo hay sitio en 2010 y la telenovela Mis tres Marías, donde grabaron la primera versión del tema principal de la ficción en 2016. En 2016, ambos se reunieron con los miembros originales para El reventonazo de la chola, y en el 2018 en el programa En boca de todos, donde cantaron una nueva versión del «Tic tic tac», y también canciones como «Qué será de mi», entre otras. Además dieron una serie de conciertos por el Perú, y realizaron participaciones de la agrupación para la película ¡Asu mare! 3 en 2018.
En el 2021, se reencontraron para el vigésimo aniversario del tema «Tic tic tac» en versión salsa.
En 2024, Christian Domínguez anunció un concierto de reencuentro con los integrantes originales de la banda, coincidiendo con el 25.º aniversario de la creación del grupo.

## Discografía

### Álbumes de estudio
- Gritos de guerra
- Agárrate que vengo (1999)[8]
- Entre nosotros (2001)
- Mi vida (2011)

### Sencillos
- «Solo dime» (1998)
- «Qué será de mi» (1999)[8]
- «Tic tic tac» (1999)[12]
- «La playa» (2000)[8]
- «Solo a ti» (2001)